# Smoking

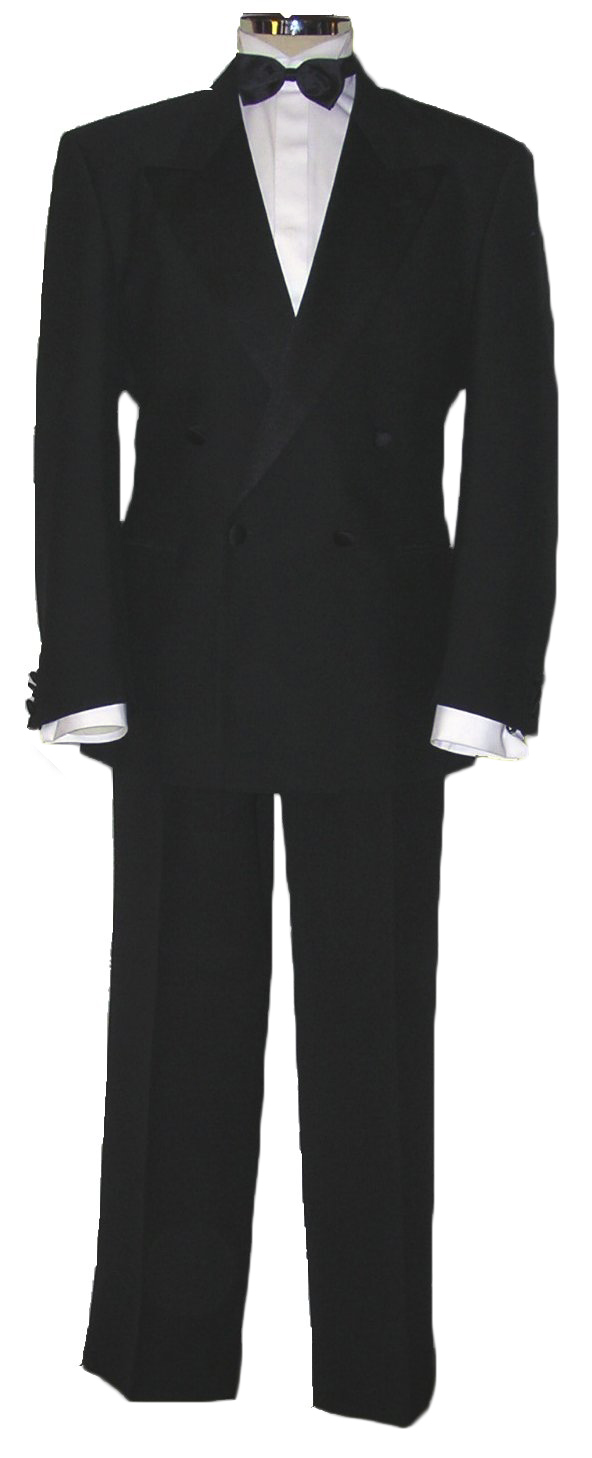
Smoking

Smoking je pánský večerní formální oblek (v anglosaské terminologii semi-formal, protože formal je frak). Tradiční forma obsahuje zejména černé vlněné sako (výjimečně tmavě modré) a kalhoty stejné barvy a materiálu. Specifikem smokingu oproti běžnému černému obleku je lesklý (tradičně hedvábný) límec saka a lampasy na kalhotách. Límec je tradičně buď špičatý, nebo šálový. V poslední době se stále častěji nosí smokingy s obyčejným oblekovým límcem. Zapínání může být jednořadové nebo dvouřadové. Jednořadové zapínání bývá obvykle pouze na jeden knoflík. Knoflíky smokingu jsou potaženy stejnou lesklou látkou jako límec.

## Části smokingu
Ke smokingu neodmyslitelně patří černý hedvábný motýlek (odtud anglický název black tie) a vesta nebo smokingový pás sloužící k zakrytí pasu. Smokingová vesta je černá s hlubokým vykrojením ve tvaru U nebo V a mívá šálové klopy. Smokingový pás je vyrobený z hedvábí a krom klasické černé může mít i jinou vhodnou barvu (např. vínová nebo tmavě modrá). Smokingová košile je vždy bílá, s dvojitými, tzv. francouzskými manžetami na manžetové knoflíčky a obvykle má zpevněnou náprsenku a buď krytou légu, nebo ozdobné knoflíčky zapínání (neboť je nezakrývá kravata). Límeček je standardně obyčejný ohrnutý, může se ale nosit i frakový límeček, který může být odepínací. Kalhoty drží pomocí klasických šlí na knoflíčky. Pozor, u smokingu je lampas na kalhotách jen jeden (oproti dvěma na fraku). Ponožky bývají dlouhé a vyrobené z černého hedvábí. Nejvhodnějšími botami jsou černé lakýrky (lakované polobotky s uzavřeným šněrováním) nebo tzv. operní střevíce připomínající dámské lodičky. Dnes je možno ke smokingu obouvat i dobře vyleštěné polobotky z nelakované kůže, v konzervativním prostředí jsou však lakýrky nejlepším řešením.
Do chladného počasí ke smokingu patří klasický černý svrchní kabát s klopami (tzv. chesterfield), na hlavu lze vzít černý klobouk typu homburg. Vhodné jsou šedé semišové rukavice. Do kapsičky saka patří kapesníček – tradičně bílý lněný, dnes může být i hedvábný a barevný. Do klopy lze vetknout květinu, obvykle červený nebo bílý karafiát. Pro letní období a teplé kraje je typická záměna klasického černého smokingového saka za bílé nebo krémové smokingové sako. Tento tzv. bílý smoking nemá lesklé klopy.

## Použití
Smoking se nosí na slavnostní večerní společenské události, jako jsou slavnostní večeře, galavečery, předávání cen, zahajování festivalů, divadelní premiéry, opery a plesy. Je o stupeň slavnostnější a formálnější než společenský oblek a o stupeň méně než frak. Neměl by se oblékat před šestou hodinou večerní. Zatímco během 20. století smoking postupně nahradil frak, dnes lze pozorovat, že je smoking sám vytlačován obyčejným tmavým oblekem s kravatou. Jakýmsi mezistupněm, který se objevil nedávno, je pak smoking nošený s černou kravatou.